# Птичји грип
Птичји грип је заразна болест птица коју узрокују поједини сојеви вируса influenzavirus A (неки други сојеви тог вируса узрокују епидемије човечијег грипа). Вирус инфлуенце изузетно је варијабилан и подложан сталним генетичким променама (мутацијама и измени гена међу сојевима) па се појављује у великом броју подтипова и сојева, од којих само мањи број доводи до изражене болести код птица. Један такав патогени сој (подтип Х5Н1), је први пут забележен 1997. године у Хонгконгу и од тада се проширио великим делом Азије и источне Европе. Укупан број птица које су умрле од грипа или су усмрћене због спречавања ширења заразе процењује се на око 120 милиона.

## Епидемиолошки статус
Још од 1997. године научницима су познате веће или мање епидемије различитих типова птичјег грипа, пре свега на просторима Југоисточне Азије, а 2003. тип овог грипа обележен са Х7Н7 појавио се на живинарским фармама у Холандији и њој ближим деловима Немачке. Актуелни тип птичјег грипа, обележен као Х5Н1, појавио се 2003. године, а до данашњих дана регистрован је у Вијетнаму, Камбоџи, Тајланду, Кини и Русији.
Као и код неких других сојева птичјег грипа, за патогени сој Х5Н1 забележени су изоловани случајеви инфекције људи, њих нешто више од 120 у земљама југоисточне Азије, од којих је половина завршила смрћу оболелог. У свом садашњем облику вирус ипак није посебно опасан за општу људску популацију јер нема преноса са човека на човека, тако да су инфекцији изложене само особе у релативно интензивном контакту са оболелим птицама. С друге стране, многи виролози упозоравају на велику могућност, па чак и извесност промене у генетичком саставу соја којом би постао преносив међу људима, што би могло довести до пандемије сличне „шпанском грипу“ 1918. године са великом смртношћу (до 5% оболелих).

## Клиничка слика
Инкубација и симптоми су слични као код хуманог типа грипа. Инкубација код болесника одрасле доби траје 7 дана, док је код деце потребно 21 дан. Стопа умирања (леталитет) код хуманог грипа је испод 0,05%, уколико није у питању велика и тешка пандемија новим типом вируса, а код птичјег грипа чак 30 до 70%.

## Путеви ширења инфекције
Водећи пут преношења овог обољења је пре свега директан и индиректан контакт са секретима и екскретима птица и живине, контаминирана вода, храна живинског порекла, загађена опрема и одећа и на крају ваздушни пут, који је код обичног хуманог типа грипа на првом месту. Особе које оболевају од овог типа грипа, по правилу раде са живином, у кланицама или на сеоским фармама. Узрочник птичјег грипа преживљава у птичјем измету 3 месеца, у води 4 дана на 22 степена, а преко 30 дана на 0 °C. Као и вирус грипа, осетљив је на температуре више од 56 °C. Инфициране патке излучују вирус птичјег грипа од 11 до 17 дана.

## Лечење
Код грипа се може користити антивирусна терапија (амантадин и римантадин), док ови лекови немају дејства код птичјег грипа. У превентивне или терапеутске сврхе за птичји грип се најчешће користи препарат "Tamiflu".

## Превенција
Код птичјег грипа обавезна је заштитна опрема код особља које ради на сузбијању епидемије и препоручује се изолација оболелих, што није обавезно нити препоручљиво код обичног грипа. Дезинфекција нема значаја код обичног грипа, а обавезна је код птичјег облика. Код грипа је вакцинација успешно средство превенције док још увек није произведена вакцина против птичјег грипа за хуману популацију иако се на томе интензивно ради.